# Unforgiven: In Your House
Unforgiven: In Your House was een professioneel worstel-pay-per-viewevenement dat georganiseerd werd door de World Wrestling Federation. Dit evenement was de 21e editie van In Your House en de 1e editie van Unforgiven. Het vond plaats in het Greensboro Coliseum in Greensboro (North Carolina) op 26 april 1998.
De hoofd wedstrijd was een één-op-één match voor het WWF Championship tussen de kampioen Stone Cold Steve Austin en Dude Love.

## Wedstrijden
| Nr.                                                                          | Match | Winnaar(s)                                             |
| ---------------------------------------------------------------------------- | --- | ------------------------------------------------------ |
| 1                                                                            | The Nation (The Rock, D'Lo Brown & Mark Henry) (met Kama Mustafa) vs. Faarooq, Ken Shamrock & Steve Blackman in een 6-man tag team match                                                                     | Faarooq, Ken Shamrock & Steve Blackman                 |
| 2                                                                            | Triple H (c) (met Chyna) vs. Owen Hart in een één-op-één match voor het WWF European Championship | Triple H (c)                                           |
| 3                                                                            | The New Midnight Express (Bodacious Bart & Bombastic Bob) (c) (met Jim Cornette) vs. The Rock 'n' Roll Express (Ricky Morton & Robert Gibson) in een tag team match voor het NWA World Tag Team Championship | New Midnight Express (c)                               |
| 4                                                                            | Luna Vachon (met The Artist Formerly Known As Goldust) vs. Sable in een Evening Gown match | Luna Vachon                                            |
| 5                                                                            | The New Age Outlaws (Billy Gunn & Road Dogg) (c) vs. LOD 2000 (Animal & Hawk) (met Sunny) in een tag team match voor het WWF Tag Team Championship                                                           | New Age Outlaws (c)                                    |
| 6                                                                            | The Undertaker vs. Kane (met Paul Bearer) in een Inferno match | The Undertaker                                         |
| 7                                                                            | Stone Cold Steve Austin (c) vs. Dude Love in een één-op-één match voor het WWF Championship | Dude Love; diskwalificatie Stone Cold Steve Austin (c) |
| (c) huidige kampioen voor en na de match \| (nc) nieuwe kampioen na de match | |                                                        |